# San Antonio Tecómitl
San Antonio Tecómitl är en ort i Mexiko.   Den ligger i kommunen Milpa Alta och delstaten Distrito Federal, i den sydöstra delen av landet, 28 km sydost om huvudstaden Mexico City. San Antonio Tecómitl ligger 2 251 meter över havet och antalet invånare är 24 397.
Terrängen runt San Antonio Tecómitl är kuperad åt sydväst, men åt nordost är den platt. Runt San Antonio Tecómitl är det tätbefolkat, med 411 invånare per kvadratkilometer. Närmaste större samhälle är Iztapalapa, 17,6 km nordväst om San Antonio Tecómitl. Trakten runt San Antonio Tecómitl består till största delen av jordbruksmark.